# Ohiowa
Ohiowa ist ein Dorf im Fillmore County, Nebraska. 2010 betrug die Einwohnerzahl 115.

## Geschichte
Ohiowa entstand 1886, als die Eisenbahnstrecke zu diesem Punkt erweitert wurde. Der Name „Ohiowa“ wurde von den ersten Siedlern, die aus Ohio und Iowa stammten, gegeben, wobei die Zusammensetzung eines solchen Namens aus Namen zweier Bundesstaaten eher untypisch ist.

## Bevölkerung
2010 hatte Ohiowa 115 Einwohner, von denen 97,4 Prozent Weiße, 0,9 amerikanische Ureinwohner, 0,9 Prozent aus anderen Ethnien sowie 0,9 Prozent aus zwei oder mehreren Ethnien waren. 9,6 Prozent der Bevölkerung waren Hispanics oder Latinos.
Das Durchschnittsalter der Bevölkerung Ohiowas betrug 44,5 Jahre. 49,6 Prozent der Bevölkerung waren männlich und 50,4 Prozent weiblich.

## Bekannte Einwohner der Stadt
- Mato Kosyk (1853–1940), sorbischer Dichter, lebte von 1899 bis 1907 in Ohiowa